# Calythea costana
Calythea costana är en tvåvingeart som först beskrevs av Seguy 1934.  Calythea costana ingår i släktet Calythea och familjen blomsterflugor. Inga underarter finns listade i Catalogue of Life.